# BR-496
De BR-496 is een federale weg in de deelstaat Minas Gerais in het zuidoosten van Brazilië. De weg is een verbindingsweg die Pirapora met Corinto verbindt. De weg heeft een lengte van 136 kilometer.

## Aansluitende wegen
- BR-365 bij Pirapora
- MG-220 bij Corinto
- BR-135 bij Corinto

## Steden
Langs de route liggen de volgende plaatsen:
- Pirapora
- Várzea da Palma
- Lassance
- Corinto